# Jesiotr syberyjski
Jesiotr syberyjski (Acipenser baerii, Huso baerii) – anadromiczny gatunek ryby z rodziny jesiotrowatych (Acipenseridae), o dużym znaczeniu gospodarczym.

## Występowanie
Ujścia wielkich rzek w Azji północnej. W Bajkale tworzy formę słodkowodną.
Jako uciekinier z hodowli pojawia się w innych regionach. W Polsce uważany za gatunek obcy nieinwazyjny.

## Budowa
Osiąga do 2 m długości i 100 kg masy ciała. Budowa typowa dla jesiotrów. Cechą charakterystyczną są wyrostki na pokrywie skrzelowej oraz gwiazdkowatego kształtu, małe płytki kostne pokrywające skórę. Rostrum długie. Grzbiet jasnoszary do ciemnobrązowego. 

## Odżywianie
Żywi się rybami i bezkręgowcami.

## Rozród
Dojrzałość płciową osiąga w wieku około 14 lat. Wiosną odbywa długie wędrówki do górnego biegu rzek, aby odbyć tarło. Żyje do 60 lat.

## Podgatunki
- A. b. baerii – dorzecze Obu i Tazu
- A. b. baikalensis – jezioro Bajkał
- A. b. stenorrhynchus – Jenisej i Lena

## Znaczenie gospodarcze
Ryba poławiana na dużą skalę ze względu na smaczne mięso oraz ikrę, z której wyrabiany jest kawior. Hodowana w gospodarstwach rybnych. Prezentowana w dużych akwariach publicznych.

## Zagrożenia
Gatunek zagrożony wyginięciem na niektórych terenach naturalnego występowania, głównie z powodu wolnego tempa wzrostu i późnego osiągania dojrzałości do rozrodu. Samce dojrzewają w wieku 9–15, a samice 16–20 lat.